# 삼척부 관청문서
삼척부 관청문서(三陟府 官廳文書)는 강원특별자치도 삼척시 성남동, 삼척시립박물관에 있는 조선시대의 관청문서이다. 2016년 11월 4일 강원특별자치도의 문화재자료 제172호로 지정되었다.

## 개요
19세기 삼척부 관청에서 작성된 일괄문서이다. 삼척부 소속 면(面)이나 리(里)의 일을 맡아보던 향소(鄕所) 풍헌의 명단인 풍헌안, 삼척부 관내 봉산(封山)과 관양산(官養山)에 해당되는 각 산의 감관(監官)과 산직(山直)의 명단인 송감직안, 삼척부 소속 서리들의 명단을 직임별로 작성한 인리관안, 삼척부 12면 주인의 명단인 각면주인안, 삼척부 소속 관노비의 명단인 관노비관안, 삼척부 소속 관기의 명단인 주탕안, 삼척에 유배되어 온 죄인의 명단을 관리하던 대장의 일종인 도류안이다.

## 지정 사유
동일지역ㆍ동일기관ㆍ동일시기에 작성된 일괄문서라는 점에서 의미가 있고, 19세기 중엽 수령의 하부 행정체계와 그 기능을 이해할 수 있는 자료로 지방행정제도사 연구 등 학술적 자료로서 중요한 가치를 지니고 있다는 점에서 지정 보존가치가 있다.

## 참고 자료
- 삼척부 관청문서 - 국가유산청 국가유산포털